# Boissise-le-Roi
Boissise-le-Roi är en kommun i departementet Seine-et-Marne i regionen Île-de-France i norra Frankrike. Kommunen ligger i kantonen Perthes som tillhör arrondissementet Melun. År 2022 hade Boissise-le-Roi 3 828 invånare.

## Befolkningsutveckling
Antalet invånare i kommunen Boissise-le-Roi
| Referens: INSEE |

## Vänorter
- Caerano di San Marco, Italien (2002)